# Carlos Panelo
Carlos Panelo (n. ca. 1836 en la provincia de San Luis, Provincias Unidas del Río de la Plata – f. 26 de julio de 1884 en Mendoza, Argentina) fue un militar argentino que fue asignado como gobernador de facto de la provincia de San Luis por dos días en el mes de octubre de 1874.

## Biografía
Carlos Panelo nació hacia 1836 en la provincia de San Luis, Provincias Unidas del Río de la Plata (según su certificado de defunción). Era tataranieto del rico comerciante sardo-piamontés Juan Antonio Panelo, que fuera el primigenio de todos los Panelo rioplatenses, y de su esposa María Gregoria González Pastor.
Partidario del coronel Julio Argentino Roca, lo remplazó en varias oportunidades en la comandancia de la frontera de San Luis, Córdoba y Mendoza durante sus ausencias por su activismo político con la presidencia. Fue jefe del regimiento n.°3 de caballería de la guardia nacional.
Cuando el gobernador de San Luis Lindor Quiroga se proclamó a favor de la Revolución de 1874 y preparaba las fuerzas militares de la provincia y fuerzas aliadas para enfrentar al gobierno nacional huyó del regimiento el 24 de septiembre de 1874 y se ocultó en espera de refuerzos del coronel Roca.
Cuando el coronel Roca se movilizaba con sus fuerzas a ocupar la capital puntana se incorporó a sus fuerzas y le encargó la vanguardia de la ocupación. Entró a la capital puntana el 25 de octubre de 1874 desplazando al gobernador delegado por Quiroga el presidente de la municipalidad de San Luis el abogado Luis Ojeda, ocupando el gobierno provincial por un día, en cumplimiento de órdenes superiores puso en posición del mando gubernativo al presidente de la legislatura Rafael Cortés, y como ministro de gobierno a Aureliano Lavié, causando conmoción en la sociedad puntana porque ninguno de los dos era puntano. 
Participó cubriendo la vanguardia del ejército de Roca durante la batalla de Santa Rosa de los Andes (Mendoza) contra el coronel José Miguel Arredondo y el gobernador Quiroga. 
El 10 de abril de 1879, tuvo gran influencia en la Conquista del Desierto, en persecución de los malones ranqueles ocupando su capital Leubucó,  trayendo como trofeo de guerra a la capital puntana el cráneo del famoso cacique Mariano Rosas, desenterrado de su tumba, considerado sagrado para la nación ranquelina. Poniendo fin a los ataques de estos malones que tanto perjuicio y daño ocasionaron a las poblaciones.

## Matrimonio e hija adoptiva
El entonces mayor Carlos Panelo se había unido en matrimonio el 16 de diciembre de 1866 en Villa Mercedes con María R. Ortiz Novillo (n. San Luis, ca. 1832), fundadora de la primera biblioteca pública de la villa, siendo una hija del teniente retirado Félix Ortiz Quiroga (San Luis, 1792 - Mercedes de San Luis, 24 de julio de 1871), hacendado residente en la estancia familiar «La Quebrada del Tigre» y funcionario, y de su esposa María de los Ángeles Novillo Cabral (San Luis, 1792 - ib., 1869) quienes se habían casado en San Luis hacia 1817 y fueran de los primeros vecinos de Villa Mercedes hacia 1861.
Aparentemente del enlace entre Carlos Panelo y María Ortiz no hubo descendencia documentada por el momento, pero el matrimonio adoptó a la hija natural del coronel Benigno Cárcoba, a quien le dieron el apellido Panelo:
- Rosa Panelo[5] (n. ca. 1870 - f. después de 1948) era una hija adoptiva[5] que se casó con un tal N. Herrera[5] y al enviudar pidió en el año 1948 una pensión que le fue concedida.[5]

## [6]Notas y referencias
1. 1 2  Centro de Estudios Genealógicos de Rosario (op. cit., n.º 5, p. 50, ref. 11, año 2007). La obra expresa que [Juan] Antonio Panelo fue el ascendiente de todos los Panelo, de los Giménez Bustamante, Ocampo Giménez, Giménez Zapiola, entre otros.
2. ↑  Gez, Juan W. «Historia de la provincia de San Luis». www.bpd.sanluis.gov.ar. Gobierno de la Provincia de San Luis. Archivado desde el original el 30 de enero de 2018. Consultado el 2017.
3. 1 2  Gatica de Montiveros, María Delia (op. cit., p. 41, ref. Urbano J. Núñez, año 1988). La obra la nombra con el apellido de casada como María Ortiz de Panello.
4. 1 2 3 4 5 6 7 8 9 10 11 12  Barreiro Ortiz, Carlos (op. cit., p. 142, año 1967).
5. 1 2 3 4 5 6  Congreso de la Nación Argentina (v. 3, pp. 1906 y 1922, año 1948).
6. ↑  «Acta de defunción de Don Carlos Panelo "Argentina, Mendoza, registros parroquiales, 1665-1975," database with images, FamilySearch (https://familysearch.org/ark:/61903/3:1:939X-HF9Y-BC?cc=1974189&wc=Q633-36H%3A256821101%2C256946201%2C257111401 : 4 June 2020), Mendoza > San Nicolás de Tolentino > Defunciones 1883-1913 > image 118 of 337; parroquias Católicas (Catholic Church parishes), Mendoza.».